# Théophile Gautier
Théophile Gautier (gotjé), francoski pesnik in pisatelj, * 30. avgust 1811, Tarbes, † 23. oktober 1872, Neuilly, Francija.

## Življenjepis
Gautier se je rodil v Tarbesu in študiral v Parizu. Umetniško pot začel kot slikar, vendar se je kmalu posvetil samo novinarstvu in književnosti. Najprej je bil pod vplivom V.Hugoja privrženec romantične književnosti in se na strani romantikov udeležil boja zoper klasiciste. Gautier je predhodnik parnasovcev; v poeziji in kritiki pa je bil zagovornik avtonomije nenamenske lepote v umetnosti in utemeljitelj pojma larpurlatizma. Prvo književno delo je izdal leta 1835.
V liriki je začel pisati po vzoru romantičnih predhodnikov, nato pa je zoper romantično čustveno izpovednost  poskušal med prvimi uresničiti zamisel o larpurlatistični književnosti, ki naj bo osvobojena vseh zunanjih vezi in podrejena samo želji po čisti lepoti. V lirskih pesmih mu je bila važna predvsem dognana oblika, še bolj pa vizualno nazorno podajanje občutkov, predstav in likov.

## Delo
Gautierovo književno delo obsega manj pomembne romane Gospodična de Maupin (Mademoiselle de Maupin, 1835, kjer je v programskem uvodu utemeljil pojem larpurlatizma), Fortunio (1837), Roman mumije (1858), Kapitan Fracasse (Le capitane Fracasse, 1863), Zgodovina romantike (Histoire du romantisme, 1874) in liriko. Njegovo lirsko pesništvo je zbrano v zbirki Emalji in kameje (Emaux et Camées, 1852).